# 索菲亞·阿塞法
索菲亞·阿塞法（Sofia Assefa，1987年11月14日—），是一名衣索比亞田徑運動員，主攻3000公尺障礙賽項目。她曾獲得2012年夏季奧林匹克運動會女子3000公尺障礙賽銀牌。

## 賽事記錄
| 年            | 賽事           | 舉辦城市             | 名次          | 項目           | 記錄          |
| 代表 衣索比亞 | 代表 衣索比亞  | 代表 衣索比亞        | 代表 衣索比亞 | 代表 衣索比亞  | 代表 衣索比亞 |
| ------------- | -------------- | -------------------- | ------------- | -------------- | ------------- |
| 2008          | 非洲錦標賽     | 衣索比亞阿迪斯阿貝巴 | 第4名         | 3000公尺障礙賽 | 10:05.73      |
| 2008          | 奧林匹克運動會 | 中國北京             | 第30名 (h)    | 3000公尺障礙賽 | 9:47.02       |
| 2009          | 世界錦標賽     | 德國柏林             | 第12名        | 3000公尺障礙賽 | 9:31.29       |
| 2009          | 世界年終賽     | 希臘塞薩洛尼基       | 第4名         | 3000公尺障礙賽 | 9:26.10       |
| 2010          | 非洲錦標賽     | 肯亞奈洛比           | 亞軍          | 3000公尺障礙賽 | 9:32.58       |
| 2010          | 國際田總洲際盃 | 克羅埃西亞斯普利特   | 季軍          | 3000公尺障礙賽 | 9:29.53       |
| 2011          | 世界錦標賽     | 韓國大邱             | 第5名         | 3000公尺障礙賽 | 9:28.24       |
| 2012          | 奧林匹克運動會 | 英國倫敦             | 亞軍          | 3000公尺障礙賽 | 9:09.84       |
| 2013          | 世界錦標賽     | 俄羅斯莫斯科         | 季軍          | 3000公尺障礙賽 | 9:12.84       |
| 2014          | 非洲錦標賽     | 摩洛哥馬拉喀什       | 亞軍          | 3000公尺障礙賽 | 9:30.20       |
| 2015          | 世界錦標賽     | 中國北京             | 第4名         | 3000公尺障礙賽 | 9:20.01       |
| 2015          | 非洲運動會     | 剛果共和國布拉薩     | 冠軍          | 3000公尺障礙賽 | 9:51.30       |

## 個人紀錄
室外
- 5000公尺 - 15:59.74 (列日，2007年7月25日)
- 2000公尺障礙賽 - 6:33.49 (貝尼多爾姆，2007年4月14日)
- 3000公尺障礙賽 - 9:09.00 (奧斯陸，2012年6月7日)

## 備註
1. 1 2  由於俄羅斯運動員Yuliya Zaripova（英语：Yuliya Zaripova）的成績被取消，名次從第3名上升至第2名。
2. ↑  由於西班牙運動員Marta Domínguez的成績被取消，名次從第13名上升至第12名。
3. ↑  由於俄羅斯運動員Yuliya Zaripova（英语：Yuliya Zaripova）的成績被取消，名次從第6名上升至第5名。

## 外部連結
- 索菲亞·阿塞法在的頁面